# 博多屋台 小金ちゃん
博多屋台 小金ちゃん（はかたやたい　こきんちゃん）は、福岡県福岡市中央区天神にあるラーメン屋台である。

## 特徴
創業は1968年（昭和43年）。焼きラーメンの発祥の店である。読み方は「こきんちゃん」。
"行列の出来る人気屋台"としてよくテレビ、雑誌などにも取り上げられる。現在は2代目として娘夫婦が店を切り盛りしている。

## タイアップ

### コンビニ
- 2015年（平成27年）にはサンヨー食品からはローソン限定販売で「サッポロ一番 小金ちゃん監修 焼きラーメン」が、同時期にはローソン限定で「～小金ちゃん監修～焼きラーメン」を発売している[1]。

### 通販向け商品
- 福岡市早良区の食品通販会社である株式会社まあるいテーブルからは『小金ちゃんとんこつラーメン』『小金ちゃん焼きラーメン』『小金ちゃんおでん』[2]が商品化されている。また、楽天市場等でも取扱いを行っている（外部リンクを参照）。

## 焼きラーメンの発祥
- 創業当時、初代大将の奥さんが余った麺を利用しようと研究の末誕生した。

## メディアでの紹介
- テレビ、雑誌などで多数取り上げられるほか、うえやまとちの『クッキングパパ』第4巻35話において、博多が舞台の話で小金ちゃんが登場している。

## 開店場所
- 福岡県福岡市中央区天神2丁目14番13号 天神三井ビル角